# AFL (série de jeux vidéo)
Pour les articles homonymes, voir AFL.
La série de jeux vidéo AFL est une série de jeux vidéo de football australien basée sur le championnat AFL (Australian Football League). Elle débute avec le jeu Aussie Rules Footy développé par Beam Software, et est développée depuis lors par d'autres studios.

## Liste des jeux de la série
| 1991 | Aussie Rules Footy                 |
| 1992 |                                    |
| 1993 |                                    |
| 1994 |                                    |
| 1995 |                                    |
| 1996 | AFL Finals Fever                   |
| 1997 | AFL 98                             |
| 1998 | AFL 99                             |
| 1999 |                                    |
| 2000 |                                    |
| 2001 | Kevin Sheedy's AFL Coach 2002      |
| 2002 | AFL Live 2003                      |
| 2003 | AFL Live 2004                      |
| 2004 | AFL Live: Premiership Edition      |
| 2005 | AFL Premiership 2005               |
| 2006 | AFL Premiership 2006               |
| 2007 | AFL Premiership 2007               |
| 2008 |                                    |
| 2009 | AFL Mascot Manor                   |
| 2009 | AFL Challenge                      |
| 2010 |                                    |
| 2011 | AFL Live                           |
| 2011 | AFL                                |
| 2011 | AFL: Gold Edition                  |
| 2012 | AFL Live: Game of the Year Edition |
| 2013 | AFL Live 2                         |
| 2014 | AFL Live 2: Season Pack 2014       |
| 2015 |                                    |
| 2016 |                                    |
| 2017 | AFL Evolution                      |
| 2018 | AFL Evolution: Season Pack 2018    |
| 2019 |                                    |
| 2020 | AFL Evolution 2                    |

### Aussie Rules Footy
- Développeur : Beam Software
- Éditeur : Mattel
- Plate-forme(s) : NES
- Date de sortie : 1991

C'est le premier jeu vidéo basé sur l'AFL. Le but est de jouer à des matches de football australien en vue à la troisième personne, en ayant la possibilité d'effectuer les actions de base d'un joueur de cette discipline. Le jeu peut être joué en solo, ou par deux joueurs qui s'affrontent mutuellement. Il y a aussi un mode "kick to kick" (échauffement), et un mode "season" (saison) dans lequel un à six joueurs peuvent jouer plusieurs parties dans une saison jusqu'à la finale.

### AFL Finals Fever
- Développeur : Blue Tongue Entertainment
- Editeur : Cadability, EA Sports
- Plate-forme(s) : Microsoft Windows
- Date de sortie : 1996
- Développeur: Blue Tongue Entertainment
- Editeur: Cadability, EA Sports
- Plata-formes: Microsoft Windows
- Data de sortie: 1996

Il n'est sorti pour Windows PC que le 9 juin 1996. Vous pouviez jouer dans l'un des 16 clubs de la saison 1996 AFL. C'était aussi le dernier jeu vidéo de la série à présenter les Fitzroy Lions et les Brisbane Bears en tant qu'équipes jouables avant leur fusion. Le jeu a également été le premier jeu à être développé par Blue Tongue Entertainment et a été publié par Cadability.

### AFL 98
- Développeur : Electronic Arts
- Editeur : EA Sports
- Plate-forme(s) : Microsoft Windows
- Date de sortie : 1997

### AFL 99
- Développeur : Electronic Arts
- Editeur : EA Sports
- Plate-forme(s) : PlayStation, Microsoft Windows
- Date de sortie : 1998

### Kevin Sheedy's AFL Coach 2002
- Développeur : IR Gurus
- Editeur : Acclaim Sports
- Plate-forme(s) : Microsoft Windows
- Date de sortie : 2001

### AFL Live 2003
- Développeur : IR Gurus
- Editeur : Acclaim Sports
- Plate-forme(s) : Microsoft Windows, PlayStation 2, Xbox
- Date de sortie : 2002

### AFL Live 2004
- Développeur : IR Gurus
- Editeur : Acclaim Entertainment
- Plate-forme(s) : Microsoft Windows, PlayStation 2, Xbox
- Date de sortie : 2003

### AFL Live: Premiership Edition
- Développeur : IR Gurus
- Editeur : Acclaim Entertainment, THQ
- Plate-forme(s) : Microsoft Windows (THQ), PlayStation 2, Xbox (Acclaim)
- Date de sortie : 2004

### AFL Premiership 2005
- Développeur : IR Gurus
- Editeur : Sony Computer Entertainment, THQ
- Plate-forme(s) : Microsoft Windows, PlayStation 2 (Sony Computer Entertainment), Xbox (THQ)
- Date de sortie : 2005

### AFL Premiership 2006
- Développeur : IR Gurus
- Editeur : Sony Computer Entertainment
- Plate-forme(s) : PlayStation 2
- Date de sortie : 2006

### AFL Premiership 2007
- Développeur : IR Gurus
- Editeur : Sony Computer Entertainment
- Plate-forme(s) : PlayStation 2
- Date de sortie : 2007

### AFL Challenge
- Développeur : Wicked Witch Software
- Editeur : Tru Blu Entertainment, Sony Computer Entertainment
- Plate-forme(s) : PlayStation Portable
- Date de sortie : 2009

### AFL Live
- Développeur : Big Ant Studios
- Editeur : Tru Blu Entertainment
- Plate-forme(s) : Microsoft Windows, PlayStation 3, Xbox 360
- Date de sortie : 2011, 2012

### AFL Live 2
- Développeur : Wicked Witch Software
- Editeur : Tru Blu Entertainment
- Plate-forme(s) : PlayStation 3, Xbox 360, iOS, Android
- Date de sortie : 2013, 2014, 2015

### AFL Evolution
- Développeur : Wicked Witch Software
- Editeur : Tru Blu Entertainment
- Plate-forme(s) : Microsoft Windows, PlayStation 4, Xbox One
- Date de sortie : 2017, 2018

### AFL Evolution 2
- Développeur : Wicked Witch Software
- Editeur : Tru Blu Entertainment
- Plate-forme(s) : Microsoft Windows, PlayStation 4, Xbox One
- Date de sortie : 2020